# Pachuca (estación)
Pachuca será la terminal del Tren Ciudad de México-Pachuca que estara ubicado en la zona industrial La Paz, en Pachuca, en Hidalgo.